# Cina Orlikowska
Cina Orlikowska – urzędniczka Polskiej Komisji Repatriacyjnej w Kijowie 
W 1921 r. dzięki realizacji zapisów Traktatu ryskiego powróciła do Kijowa z zadaniem ratowania z Rosji bolszewickiej dzieci i młodzieży polskiej. Współdziałając z szarytkami SS. Bogumiłą i Władysławą, ks. Teofilem Skalskim proboszczem parafii św. Aleksandra w Kijowie oraz jego sekretarzem  Zygmuntem Lepiesowskim wyszukiwała polskie dzieci i młodzież, a następnie legalizowała ich wyjazd do Polski wbrew niekorzystnym zapisom artykułu VI Traktatu ryskiego.